# جيك دانيال
جيك دانيال (بالإنجليزية: Jake Daniel)‏ هو لاعب كرة قاعدة أمريكي، ولد في 22 أبريل 1911 في رونوك في الولايات المتحدة، وتوفي في 23 أبريل 1996 في لاغرانغ في الولايات المتحدة.

## وصلات خارجية
- جيك دانيال على موقعبيزبول رفرنس.كوم (الدوري الرئيسي) (الإنجليزية)
- جيك دانيال على موقعبيزبول رفرنس.كوم (الدوري الثانوي) (الإنجليزية)